# Élections législatives danoises de 1913
Les élections législatives danoises de 1913 ont eu lieu le 20 mai 1913.

## Résultats
| Inscrits                    | Inscrits                 | Inscrits                 | 491 697   |             |                       |                       |
| Abstentions                 | Abstentions              | Abstentions              | 125 382   | 25,5 %      |                       |                       |
| Votants                     | Votants                  | Votants                  | 366 315   | 74,5 %      |                       |                       |
|                             |                          |                          |           |             |                       |                       |
| Bulletins enregistrés       | Bulletins enregistrés    | Bulletins enregistrés    | 366 315   |             |                       |                       |
| Bulletins blancs ou nuls    | Bulletins blancs ou nuls | Bulletins blancs ou nuls | 3 555     | 0,97 %      |                       |                       |
| Suffrages exprimés          | Suffrages exprimés       | Suffrages exprimés       | 362 760   | 99,03 %     | 114 sièges à pourvoir | 114 sièges à pourvoir |
|                             |                          |                          |           |             |                       |                       |
| Liste                       | Tête de liste            |                          | Suffrages | Pourcentage | Sièges acquis         | Var.                  |
| Social-démocratie           | Thorvald Stauning        |                          | 107 365   | 29,6 %      | 32 / 114              | 8                     |
| Venstre                     | Klaus Berntsen           |                          | 103 917   | 28,65 %     | 44 / 114              | 3                     |
| Højre                       | Néant                    |                          | 81 404    | 22,44 %     | 7 / 114               | 6                     |
| Parti social-libéral danois | Carl Theodor Zahle       |                          | 67 903    | 18,72 %     | 31 / 114              | 11                    |
| Indépendants                | Néant                    |                          | 2 171     | 0,6 %       | 0 / 114               | en stagnation         |